# 潘盈慧
潘盈慧（英語：Adwinner Poon Ying Wai，1983年8月31日—），香港無綫電視合約女藝員。現為無綫娛樂新聞台主播及外景記者，也是無綫電視旅遊節目《3日2夜》的主持之一。她於1995年畢業於九龍禮賢學校小學部，繼而升讀滙基書院。其母親為美容院及補習社老闆，而於本地及海外也有不同地產業投資。

## 電視節目（TVB）
- 3日2夜
- TVB娛樂新聞台粵語主播
- 2019娛樂繽Fun大派對
- 2020娛樂頭條大總結
- 星光路上
- 2021娛樂頭條大總結
- 歡樂滿東華2023[6]

## 電視劇（TVB）
- 潮流教主
- 律政強人
- 同盟
- 溏心風暴3

## 相關資料
1. ↑  
.   [2017-11-04]. （原始内容存档于2017-11-07）.
2. ↑  
.   [2017-11-04]. （原始内容存档于2017-07-24）.
3. ↑  
.   [2017-11-04]. （原始内容存档于2017-11-15）.
4. ↑  
.   [2017-11-04]. （原始内容存档于2017-11-07）.
5. ↑  . 東網. 2015-05-29  [2020-10-23].
6. ↑  . 東方新地. 2023-12-15  [2023-12-15]. （原始内容存档于2023-12-19）.

## 外部連結
- 潘盈慧 - TVB藝人資料 （页面存档备份，存于）
- 潘盈慧的新浪微博
- 潘盈慧的Instagram帳戶